# Гармайстер, Ольга Валентиновна
Ольга Валентиновна Гармайстер (в девичестве Ерофеева, в первом замужестве Бурякина, род. 17 марта 1958 года, Москва, РСФСР, СССР) — советская баскетболистка. Играла на позиции атакующего защитника. Мастер спорта СССР международного класса (1978). Заслуженный мастер спорта СССР (1983).
Окончила ГЦОЛИФК.

## Биография
Воспитанница СДЮШОР № 49 «Тринта» имени Ю. Я. Равинского. Первый тренер — Юрий Сергеевич Касьян.
Выступала за московский ЦСКА, становилась с ним чемпионкой и призёром чемпионата СССР.
С 1978 года выступала за сборную СССР на чемпионатах мира, Европы, Олимпийских играх, была капитаном сборной на Играх доброй воли-1986.

## Личная жизнь
Была женой советского волейболиста Константина Павловича Бурякина (род. 1960).

## Достижения
- Бронзовый призёр летних Олимпийских игр: 1988.
- Чемпионка мира: 1983.
- Чемпионка Европы: 1978, 1980, 1981, 1983, 1985, 1987.
- Чемпионка Европы среди юниорок: 1977.
- Чемпионка Универсиады: 1981, 1985.
- Победительница международных соревнований «Дружба-84».
- Серебряный призёр Игр доброй воли: 1986.
- Чемпионка СССР: 1985.
- Серебряный призёр чемпионата СССР: 1983, 1984, 1988.
- Бронзовый призёр чемпионата СССР: 1980, 1986, 1987.
- Обладательница Кубка Ронкетти: 1985.